# Giant-Champion System Pro Cycling
Giant-Champion System Pro Cycling is een wielerploeg die een Chinese licentie heeft. De ploeg bestaat sinds 2014. Giant-Champion komt uit in de continentale circuits van de UCI. Wei Shen is de manager van de ploeg. Door het opdoeken van de ploeg MAX Success Sports, kwamen veel renners bij deze nieuwe formatie terecht.

## Seizoen 2014

### Renners
| Naam          | Geboortedatum    | Nationaliteit | Ploeg 2013                          |
| ------------- | ---------------- | ------------- | ----------------------------------- |
| Li Jun Bai    | 19 november 1988 | China         | MAX Success Sports                  |
| Ying Chuan Gu | 19 januari 1994  | China         | MAX Success Sports                  |
| Zhi Hui Jiang | 3 maart 1994     | China         | MAX Success Sports                  |
| Xin Yang Liu  | 21 maart 1992    | China         | MAX Success Sports                  |
| Hao Liu       | 13 juni 1986     | China         | MAX Success Sports                  |
| Yi Hui Ni     | 9 maart 1993     | China         | MAX Success Sports                  |
| Chen Lu Qin   | 24 oktober 1992  | China         | MAX Success Sports                  |
| Shuang Shan   | 15 april 1992    | China         | Hengxiang Cycling Team              |
| Ping An Shen  | 20 april 1992    | China         | Neo                                 |
| Tao Shi       | 1 april 1992     | China         | China Hainan Yindongli Cycling Team |
| Nan Wu        | 20 november 1990 | China         | MAX Success Sports                  |
| Chao Hua Xue  | 31 maart 1992    | China         | MAX Success Sports                  |
| Jing Yang     | 25 oktober 1990  | China         | China Hainan Yindongli Cycling Team |
| Jin Yang      | 21 mei 1992      | China         | China Hainan Yindongli Cycling Team |
| Zhong Yuan    | 7 december 1988  | China         | Geen                                |
| Kang Zhao     | 24 augustus 1992 | China         | China Hainan Yindongli Cycling Team |